# Lista de treinadores do Clube Náutico Capibaribe
Este artigo contém uma lista em ordem cronológica, provavelmente incompleta, de treinadores do Clube Náutico Capibaribe.

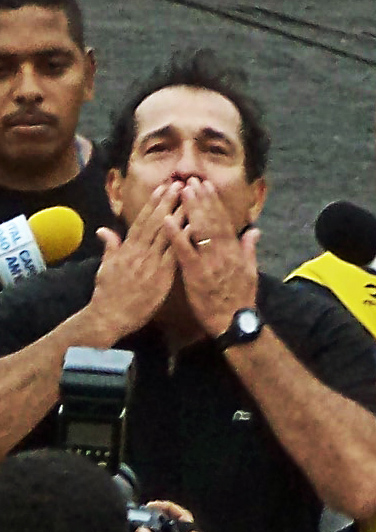
Após sua passagem vitoriosa pelo Náutico, conquistando um bicampeonato estadual e dando fim a um jejum de 12 anos sem títulos, Muricy Ramalho foi agraciado com o título de conselheiro do clube.

## Período de atuação indefinido[2]
| Treinador            | Período | Principais feitos / Observações | Ref.  |
| -------------------- | ------- | ------------------------------- | ----- |
| Francisco das Chagas |         |                                 |       |
| Gena                 |         |                                 |       |
| João Ferreira        |         |                                 |       |
| João Lobo            |         |                                 |       |
| Nereu Pinheiro       |         |                                 | [ 3 ] |

## Ordem cronológica
Legenda:
     Treinador efetivo
     Treinador interino
 Ascensão
 Rebaixamento
| Treinador                        | Período     | Principais feitos / Observações | Ref.              |
| -------------------------------- | ----------- | --- | ----------------- |
| 1901 — 1929: Dados indisponíveis |             | |                   |
| Humberto Cabelli                 | 1930        | | [ 4 ]             |
| 1931 — 1933: Dados indisponíveis |             | |                   |
| Joaquim Loureiro                 | 1934 — 1935 | 1934: Campeão do Campeonato Pernambucano | [ 4 ]             |
| Humberto Cabelli                 | 1935        | | [ 4 ]             |
| Joaquim Loureiro                 | 1936        | | [ 4 ]             |
| 1937: Dados indisponíveis        |             | |                   |
| Eládio de Barros Carvalho        | 1938        | | [ 4 ]             |
| Humberto Cabelli                 | 1938 — 1940 | 1939: Campeão do Campeonato Pernambucano | [ 4 ]             |
| Tito Rodrigues                   | 1940 — 1941 | | [ 4 ]             |
| Eládio de Barros Carvalho        | 1941        | | [ 4 ]             |
| Luiz Brotherhood                 | 1941        | | [ 4 ]             |
| Eládio de Barros Carvalho        | 1941        | | [ 4 ]             |
| Humberto Cabelli                 | 1941        | | [ 4 ]             |
| Carlos Viola                     | 1941 — 1942 | | [ 4 ]             |
| Eládio de Barros Carvalho        | 1942        | | [ 4 ]             |
| Júlio Fernandes                  | 1942 — 1943 | | [ 4 ]             |
| Eugênio Vani                     | 1944        | | [ 4 ]             |
| Luiz Lázaro                      | 1944 — 1945 | | [ 4 ]             |
| Aurélio Munt                     | 1945 — 1947 | 1945: Campeão do Campeonato Pernambucano | [ 4 ]             |
| Álvaro Barbosa                   | 1947 — 1949 | | [ 4 ]             |
| Humberto Cabelli                 | 1949        | | [ 4 ]             |
| Palmeira                         | 1950 — 1954 | 1950: Campeão do Campeonato Pernambucano 1951: Campeão do Campeonato Pernambucano 1952: Campeão do Campeonato Pernambucano                              | [ 4 ] [ 6 ]       |
| Ivanildo Souto da Cunha          | 1954 — 1955 | | [ 4 ]             |
| Sylvio Pirillo                   | 1954 — 1955 | 1954: Campeão do Campeonato Pernambucano | [ 4 ]             |
| José Fiorotti                    | 1955 — 1956 | | [ 4 ]             |
| Ivanildo Souto da Cunha          | 1956        | | [ 4 ]             |
| Otto Vieira                      | 1956        | | [ 4 ]             |
| Gilberto Carvalho                | 1956 — 1957 | | [ 4 ]             |
| Ricardo Diéz                     | 1957 — 1958 | | [ 4 ]             |
| Jorge Costa                      | 1958        | | [ 4 ]             |
| Ferraz Neto                      | 1958        | | [ 4 ]             |
| Ivanildo Souto da Cunha          | 1958        | | [ 4 ]             |
| Palmeira                         | 1958 — 1959 | | [ 4 ] [ 6 ]       |
| Ricardo Diéz                     | 1959 — 1960 | | [ 4 ]             |
| Schiller Diniz                   | 1960        | | [ 4 ]             |
| Sávio Ferreira                   | 1960        | | [ 4 ]             |
| Ricardo Magalhães                | 1960        | | [ 4 ]             |
| Alexandre Borges                 | 1960        | | [ 4 ]             |
| Gentil Cardoso                   | 1960 — 1961 | 1960: Campeão do Campeonato Pernambucano | [ 4 ]             |
| Ênio Andrade                     | 1961        | | [ 4 ]             |
| Alexandre Borges                 | 1962        | | [ 4 ]             |
| Alfredo González                 | 1962 — 1964 | 1963: Campeão do Campeonato Pernambucano | [ 4 ]             |
| Mituca                           | 1964        | | [ 4 ]             |
| Duque                            | 1964        | 1964: Campeão do Campeonato Pernambucano | [ 4 ]             |
| Mituca                           | 1965        | | [ 4 ]             |
| Antoninho Fernandes              | 1965        | Campeão do Campeonato Pernambucano de 1965 | [ 4 ]             |
| Mituca                           | 1966        | | [ 4 ]             |
| Dante Bianchi                    | 1966        | | [ 4 ]             |
| Duque                            | 1966        | Campeão do Campeonato Pernambucano | [ 4 ]             |
| Válter Miraglia                  | 1967        | | [ 4 ]             |
| Duque                            | 1967 — 1968 | 1967: Campeão do Campeonato Pernambucano (invicto) e vice-campeão da Taça Brasil (atual Campeonato Brasileiro) 1968: Campeão do Campeonato Pernambucano | [ 4 ]             |
| Manuelzinho                      | 1969        | | [ 4 ]             |
| Paulinho de Almeida              | 1969        | | [ 4 ]             |
| Manuelzinho                      | 1969        | | [ 4 ]             |
| Gradim                           | 1969 — 1970 | | [ 4 ]             |
| Sylvio Pirillo                   | 1970        | | [ 7 ]             |
| Cido                             | 1970        | | [ 7 ]             |
| Edmur Ribeiro                    | 1971        | | [ 7 ]             |
| Antoninho Fernandes              | 1971        | | [ 7 ]             |
| Palmeira                         | 1971        | | [ 7 ] [ 6 ]       |
| Nélson Lucena                    | 1971        | | [ 7 ]             |
| Gradim                           | 1972        | | [ 7 ]             |
| João Avelino                     | 1973        | | [ 7 ]             |
| Marão                            | 1973        | | [ 7 ]             |
| Schiller Diniz                   | 1973        | | [ 7 ]             |
| Gradim                           | 1973        | | [ 7 ]             |
| Orlando Fantoni                  | 1974 — 1975 | 1974: Campeão do Campeonato Pernambucano | [ 7 ]             |
| Valdemar Carabina                | 1976 — 1977 | | [ 7 ]             |
| Jálber Carvalho                  | 1977        | | [ 7 ]             |
| Duque                            | 1977 — 1978 | | [ 7 ]             |
| Danilo Alvim                     | 1978        | | [ 7 ]             |
| Juan Pérez                       | 1979        | | [ 7 ] [ 8 ] [ 9 ] |
| Cidinho                          | 1979        | | [ 7 ]             |
| Pinheiro                         | 1979 — 1980 | | [ 7 ]             |
| Cidinho                          | 1980        | |                   |
| Paulo Emílio                     | 1981        | |                   |
| Roberto Brida                    | 1981        | | [ 10 ]            |
| Hilton Chaves                    | 1981        | | [ 11 ]            |
| Orlando Fantoni                  | 1982        | |                   |
| Pepe                             | 1982        | |                   |
| Luciano Veloso                   | 1983        | | [ 12 ] [ 13 ]     |
| Ênio Andrade                     | 1984        | Campeão do Campeonato Pernambucano |                   |
| Givanildo Oliveira               | 1985        | |                   |
| Mário Juliato                    | 1985        | |                   |
| Luciano Veloso                   | 1985        | Campeão do Campeonato Pernambucano | [ 12 ] [ 13 ]     |
| Paulo César Carpegiani           | 1986        | |                   |
| Carlos Alberto Torres            | 1986        | |                   |
| Raul Carlesso                    | 1986        | | [ 14 ] [ 15 ]     |
| Borba Filho                      | 1987        | | [ 16 ]            |
| Édson Nogueira                   | 1987        | |                   |
| Barbatana                        | 1987        | | [ 16 ]            |
| Valmir Louruz                    | 1988        | |                   |
| Luciano Sabino Pinho             | 1988        | Vice-campeão do Campeonato Brasileiro - Série B e promovido à Série A de 1989                                                                           | [ 16 ]            |
| Charles Muniz                    | 1989        | Campeão do Campeonato Pernambucano |                   |
| Paulo César Carpegiani           | 1989        | |                   |
| Roberto Oliveira                 | 1989        | |                   |
| Otacílio Gonçalves               | 1990        | | [ 18 ]            |
| Charles Muniz                    | 1991        | |                   |
| Gílson Nunes                     | 1991        | |                   |
| Zé Mário                         | 1992        | |                   |
| Charles Muniz                    | 1992        | |                   |
| Mário Juliato                    | 1992        | |                   |
| Hélio dos Anjos                  | 1993        | |                   |
| Luciano Veloso                   | 1993        | | [ 12 ] [ 13 ]     |
| Gílson Nunes                     | 1994        | |                   |
| Osires de Paiva                  | 1994        | |                   |
| Mário Juliato                    | 1994        | |                   |
| Mauro Fernandes                  | 1995        | | [ 19 ]            |
| Ribeiro Neto                     | 1995        | | [ 20 ] [ 21 ]     |
| Givanildo Oliveira               | 1996        | |                   |
| Homero Cavalheiro                | 1997        | | [ 22 ]            |
| Mauro Fernandes                  | 1997        | | [ 19 ]            |
| Hugo Benjamim                    | 1997 — 1998 | | [ 23 ] [ 24 ]     |
| Orlando Bianchini                | 1998        | |                   |
| Arthur Neto                      | 1998 — 1999 | |                   |
| Mauro Fernandes                  | 2000        | | [ 19 ]            |
| Luiz Carlos Cruz                 | 2000 — 2001 | | [ 25 ]            |
| Júlio Espinosa                   | 2001        | |                   |
| Muricy Ramalho                   | 2001        | Campeão do Campeonato Pernambucano | [ 26 ]            |
| Estevam Soares                   | 2001        | | [ 27 ]            |
| Muricy Ramalho                   | 2002        | Campeão do Campeonato Pernambucano | [ 26 ]            |
| Vágner Benazzi                   | 2002        | | [ 28 ]            |
| Givanildo Oliveira               | 2002 — 2003 | | [ 29 ]            |
| Heriberto da Cunha               | 2003        | | [ 30 ]            |
| Edson Gaúcho                     | 2003        | | [ 31 ]            |
| Édson Leivinha                   | 2003        | Auxiliar-técnico efetivado como treinador | [ 32 ]            |
| Zé Teodoro                       | 2004 — 2005 | 2004: Campeão do Campeonato Pernambucano | [ 33 ]            |
| Heron Ferreira                   | 2005        | | [ 34 ]            |
| Mauro Galvão                     | 2005        | | [ 35 ]            |
| Roberto Cavalo                   | 2005 — 2006 | | [ 36 ]            |
| Didi Duarte                      | 2006        | | [ 37 ]            |
| Paulo Campos                     | 2006        | |                   |
| Hélio dos Anjos                  | 2006 — 2007 | 2006: 3º colocado no Campeonato Brasileiro - Série B e promovido à Série A de 2007                                                                      | [ 38 ]            |
| Paulo César Gusmão               | 2007        | | [ 39 ]            |
| Roberto Fernandes                | 2007 — 2008 | |                   |
| Leandro Machado                  | 2008        | | [ 40 ]            |
| Levi Gomes                       | 2008        | |                   |
| Sangaletti & Caé Cunha           | 2008        | |                   |
| Pintado                          | 2008        | | [ 41 ]            |
| Roberto Fernandes                | 2008 — 2009 | | [ 42 ]            |
| Édson Leivinha                   | 2009        | Auxiliar-técnico efetivado como treinador |                   |
| Sérgio China                     | 2009        | Auxiliar-técnico efetivado como treinador | [ 43 ]            |
| Waldemar Lemos                   | 2009        | |                   |
| Márcio Bittencourt               | 2009        | | [ 44 ]            |
| Geninho                          | 2009        | 19º colocado no Campeonato Brasileiro de 2009 - Série A e rebaixado à Série B de 2010                                                                   | [ 45 ]            |
| Cleibson Ferreira                | 2009        | Posição cronológica incerta |                   |
| Guilherme Macuglia               | 2010        | | [ 46 ]            |
| Alexandre Gallo                  | 2010        | | [ 47 ]            |
| Roberto Fernandes                | 2010 — 2011 | | [ 48 ]            |
| Waldemar Lemos                   | 2011 — 2012 | 2011: Vice-campeão do Campeonato Brasileiro - Série B e promovido à Série A de 2012                                                                     | [ 49 ]            |
| Alexandre Gallo                  | 2012 — 2013 | Classificação para a Copa Sul-Americana de 2013 | [ 50 ]            |
| Vágner Mancini                   | 2013        | | [ 51 ]            |
| Levi Gomes                       | 2013        | | [ 52 ]            |
| Silas                            | 2013        | | [ 53 ]            |
| Zé Teodoro                       | 2013        | | [ 54 ]            |
| Jorginho                         | 2013        | | [ 55 ]            |
| Levi Gomes                       | 2013        | | [ 56 ]            |
| Marcelo Martelotte               | 2013        | 20º colocado no Campeonato Brasileiro de 2013 - Série A e rebaixado à Série B de 2014                                                                   | [ 56 ]            |
| Lisca                            | 2014        | Vice-campeão do Campeonato Pernambucano | [ 57 ]            |
| Sérgio China                     | 2014        | | [ 58 ]            |
| Sidney Moraes                    | 2014        | | [ 59 ]            |
| Dado Cavalcanti                  | 2014        | | [ 60 ]            |
| Moacir Júnior                    | 2015        | | [ 61 ]            |
| Levi Gomes                       | 2015        | | [ 62 ]            |
| Lisca                            | 2015        | | [ 63 ]            |
| Gilmar Dal Pozzo                 | 2015 — 2016 | | [ 64 ]            |
| Alexandre Gallo                  | 2016        | | [ 65 ] [ 66 ]     |
| Givanildo Oliveira               | 2016        | | [ 67 ] [ 68 ]     |
| Dado Cavalcanti                  | 2017        | | [ 69 ]            |
| Milton Cruz                      | 2017        | | [ 70 ] [ 71 ]     |
| Waldemar Lemos                   | 2017        | | [ 72 ]            |
| Beto Campos                      | 2017        | | [ 73 ] [ 74 ]     |
| Roberto Fernandes                | 2017 — 2018 | 2017: 20º colocado no Campeonato Brasileiro de 2017 - Série B e rebaixado à Série C de 2018 2018: Campeão do Campeonato Pernambucano                    | [ 77 ] [ 78 ]     |
| Dudu Capixaba                    | 2018        | | [ 79 ]            |
| Márcio Goiano                    | 2018 — 2019 | | [ 80 ]            |
| Gilmar Dal Pozzo                 | 2019 — 2020 | 2019: Campeão do Campeonato Brasileiro - Série C e promovido à Série B de 2020                                                                          | [ 82 ]            |
| Dudu Capixaba                    | 2020        | | [ 83 ]            |
| Gilson Kleina                    | 2020        | | [ 84 ]            |
| Hélio dos Anjos                  | 2020 — 2021 | 2021: Campeão do Campeonato Pernambucano | [ 86 ]            |
| Marcelo Chamusca                 | 2021        | | [ 87 ]            |
| Hélio dos Anjos                  | 2021 — 2022 | | [ 88 ]            |
| Felipe Conceição                 | 2022        | | [ 89 ]            |
| Dudu Capixaba                    | 2022        | | [ 90 ]            |
| Roberto Fernandes                | 2022        | 2022: Campeão do Campeonato Pernambucano | [ 92 ]            |
| Dudu Capixaba                    | 2022        | | [ 93 ]            |
| Elano                            | 2022        | | [ 94 ]            |
| Dado Cavalcanti                  | 2022 — 2023 | | [ 95 ]            |
| Otávio Augusto                   | 2023        | | [ 96 ]            |
| Fernando Marchiori               | 2023        | | [ 97 ]            |
| Bruno Pivetti                    | 2023        | | [ 98 ]            |
| Allan Aal                        | 2024        | | [ 99 ]            |
| Mazola Júnior                    | 2024        | |                   |
| Bruno Pivetti                    | 2024        | |                   |
| Marquinhos Santos                | 2025 —      | |                   |